# Shining (Noorse band)

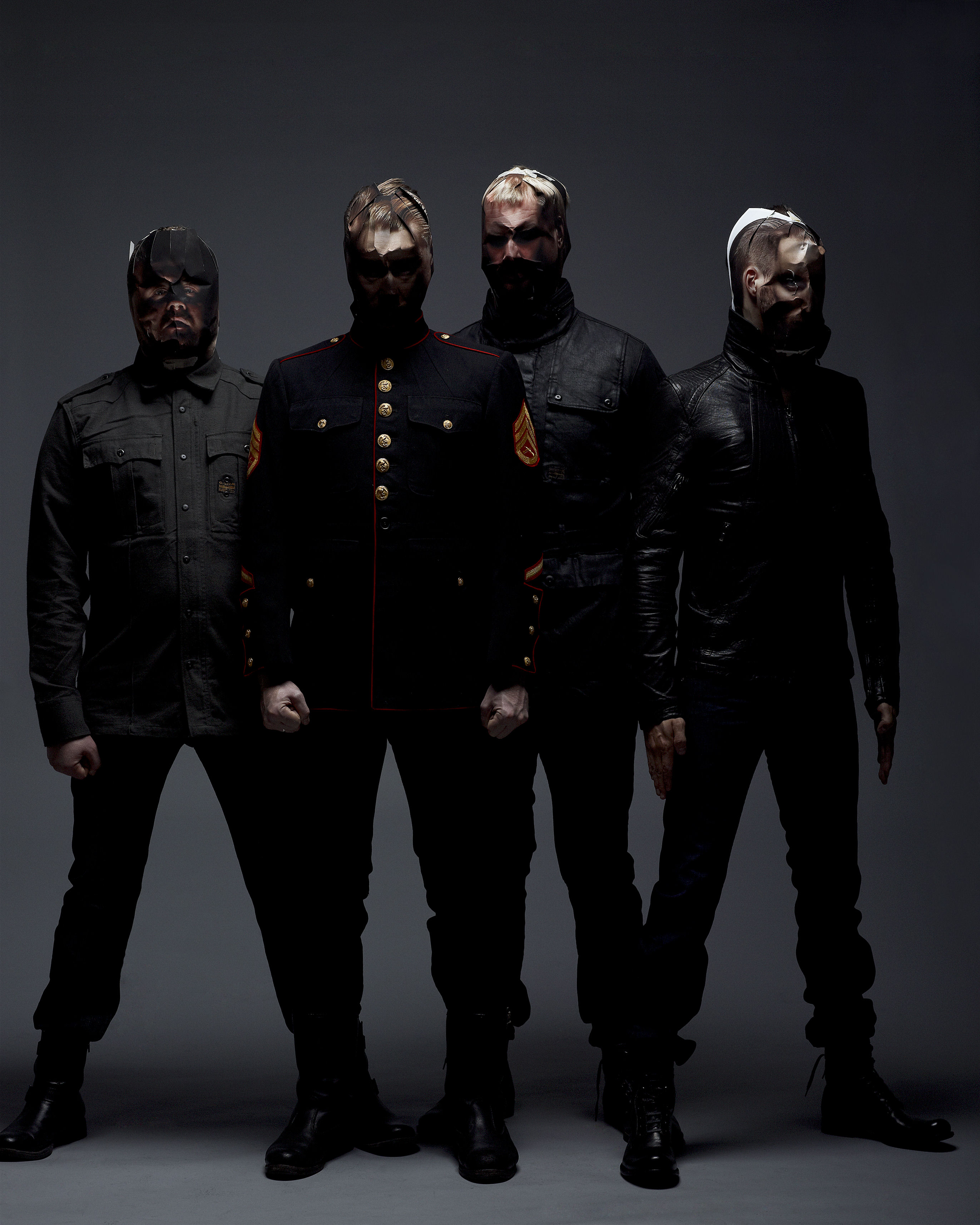
Shining in 2009

Shining is een Noorse band die ontstond als klassiek jazzkwartet in 1999. Hun muziek was sindsdien echter onderhevig aan zware veranderingen, waardoor ze evolueerden tot de extreem progressieve metalband die ze nu zijn. 

## Geschiedenis
De band is opgericht door zanger/saxofonist Jørgen Munkeby. Tijdens diens studies aan de Noorse Muziekacademie in Oslo had hij snel een band nodig voor een optreden dat hij reeds geboekt had. Daar hij niemand kende in Oslo moest hij terugvallen op zijn medestudenten. Zo ontmoette hij bassist Aslak Hartberg, drummer  Torstein Lofthus en pianist Morten Qvenild, die bereid waren met hem mee te spelen.

## Discografie
- Where the Ragged People Go (2001)
- Sweet Shanghai Devil (2003)
- In the Kingdom of Kitsch You Will Be a Monster (2005)
- Grindstone (2007)
- Blackjazz (2010)
- One One One (2013)
- International Blackjazz Society (2015)
- Animal (2018)